# 肿柄雪莲
肿柄雪莲（学名：Saussurea conica）为菊科风毛菊属的植物。分布于不丹、锡金以及中国大陆的西藏等地，生长于海拔4,600米至5,300米的地区，常生长在山坡草地，目前尚未由人工引种栽培。